# Saison 1998-1999 de l'USM Blida
Maillots
Chronologie
Saison précédente Saison suivante
La saison 1998-1999 de l'Union sportive musulmane de Blida est la 14e saison du club en première division du championnat d'Algérie. Le club prend part au championnat d'Algérie et à la Coupe d'Algérie.
Le championnat d'Algérie débute le 10 septembre 1998, avec la première journée de Super Division, pour se terminer le 31 mai 1999 avec la dernière journée de cette même compétition. L'USMB se classe sixième du championnat.

## Compétitions

### Championnat

#### Rencontres
Le tableau ci-dessous retrace dans l'ordre chronologique les 29 rencontres officielles jouées par l'USM Blida durant la saison. Le club blidéen participe aux 26 journées du championnat, ainsi qu'à trois rencontres de Coupe d'Algérie. Les buteurs sont accompagnés d'une indication entre parenthèses sur la minute de jeu où est marqué le but et, pour certaines réalisations, sur sa nature (penalty ou contre son camp). Le bilan général de la saison est de 12 victoires, 6 matchs nuls et 8 défaites.
| Date                      | J           | Adversaire    | Lieu      | Résultat | Buteurs pour l'USMB                           | Buteurs adverses                              |
| MATCHS ALLER              |             |               |           |          |                                               |                                               |
| 10 septembre 1998         | 1re journée | CR Belouizdad | Ext.      | 1-1      | Youcef Lassakeur 78e                          | Boutaleb 44e                                  |
| 17 septembre 1998         | 2e journée  | WA Boufarik   | Dom.      | 3-1      | Hakim Zane 14e (pen.), Halim Belaiter 51e 77e | Bentaleb 49e                                  |
| 25 septembre 1998         | 3e journée  | USM Alger     | Ext.      | 0-0      | -                                             | -                                             |
| 8 octobre 1998            | 4e journée  | ASM Oran      | Dom.      | 1-1      | Khazrouni 59e                                 | Benchergui 25e                                |
| 15 octobre 1998           | 5e journée  | MC Oran       | Ext.      | 0-1      | -                                             | Gaïd Nacer 49e                                |
| 22 octobre 1998           | 6e journée  | SA Mohamadia  | Ext.      | 1-0      | Youcef Lassakeur 77e                          | -                                             |
| 9 novembre 1998           | 7e journée  | RC Kouba      | Dom.      | 0-0      | -                                             | -                                             |
| 12 novembre 1998          | 8e journée  | ES Mostaganem | Ext.      | 2-0      | Billal Zouani 84e, Moussouni 88e              | -                                             |
| 19 novembre 1998          | 9e journée  | MC Alger      | Dom.      | 1-2      | Benamor 57e                                   | Khennouf 63e, Dob 73e                         |
| 10 décembre 1998 *retard* | 10e journée | WA Tlemcen    | Ext.      | 0-3      | -                                             | Fares El-Aouni 22e 78e, Djalti 52e            |
| 3 décembre 1998           | 11e journée | IRB Hadjout   | Dom.      | 2-1      | Youcef Lassakeur 62e, Hakim Zane 73e (pen.)   | Ouahchi 6e                                    |
| 14 décembre 1998          | 12e journée | JSM Tiaret    | Ext.      | 2-2      | Moussouni 38e, Dangno 42e                     | Benyezza 60e, Allouche 71e                    |
| 17 décembre 1998          | 13e journée | GC Mascara    | Dom.      | 2-1      | Benamor 44e, Halim Belaiter 86e               | Belkacem 89e                                  |
| MATCHS retour             |             |               |           |          |                                               |                                               |
| 24 décembre 1998          | 14e journée | CR Belouizdad | Dom.      | 1-2      | Billal Zouani 43e                             | Galloul 38e, Boutaleb 77e                     |
| 31 décembre 1998*retard*  | 15e journée | WA Boufarik   | Boumerdes | 0-1      | Billal Zouani 17e                             | -                                             |
| 28 janvier 1999           | 16e journée | USM Alger     | Dom.      | 0-1      | -                                             | Dziri 11e                                     |
| 1er février 1999          | 17e journée | ASM Oran      | Ext.      | 3-1      | Billal Zouani 57e                             | Bendida 31e, Faradji 78e, Benzerga 82e (pen.) |
| 15 février 1999*retard*   | 18e journée | MC Oran       | Dom.      | 1-0      | Dangno 40e                                    | -                                             |
| 11 février 1999           | 19e journée | SA Mohamadia  | Dom.      | 2-1      | Moussouni 52e, Dangno 72e                     | Merakchi 75e                                  |
| 18 février 1999           | 19e journée | RC Kouba      | Ext.      | 0-1      | Billal Zouani 8e                              | -                                             |
| 11 mars 1999              | 20e journée | ES Mostaganem | Dom.      | 2-1      | Moussouni 29e, Krebazza 69e                   | Khazrouni 20e (csc)                           |
| 18 mars 1999              | 21e journée | MC Alger      | Ext.      | 3-0      | -                                             | Benali 32e, Dob Fodhil 71e, Rahmouni 92e      |
| 1er avril 1999            | 22e journée | WA Tlemcen    | Dom.      | 1-0      | Abdennour Krebazza 3e                         | -                                             |
| 22 avril 1999             | 24e journée | IRB Hadjout   | Ext.      | 0-1      | Bilal Harkes 30e                              | -                                             |
| 20 mai 1999               | 25e journée | JSM Tiaret    | Dom.      | 1-1      | Billal Zouani 30e                             | Aït Mouloud 11e                               |
| 24 mai 1999               | 26e journée | GC Mascara    | Ext.      | 2-0      | -                                             | Aek Yessad 17e, Benfatta 43e                  |

#### Groupe B (Centre-Ouest)
| Rang | Équipe         | Pts | J  | G  | N  | P  | Bp | Bc | Diff |
| ---- | -------------- | --- | -- | -- | -- | -- | -- | -- | ---- |
| 1    | MC Alger L     | 56  | 26 | 16 | 8  | 2  | 44 | 16 | +28  |
| 2    | CR Belouizdad  | 53  | 26 | 16 | 5  | 5  | 44 | 22 | +22  |
| 3    | WA Tlemcen     | 50  | 26 | 15 | 5  | 6  | 40 | 17 | +23  |
| 4    | USM Alger C    | 44  | 26 | 12 | 8  | 6  | 32 | 17 | +15  |
| 5    | MC Oran        | 43  | 26 | 12 | 7  | 7  | 44 | 25 | +19  |
| 6    | USM Blida      | 42  | 26 | 12 | 6  | 8  | 27 | 27 | 0    |
| 7    | ES Mostaganem  | 36  | 26 | 9  | 9  | 8  | 31 | 31 | 0    |
| 8    | JSM Tiaret P   | 29  | 26 | 6  | 11 | 9  | 22 | 27 | -5   |
| 9    | GC Mascara P   | 28  | 26 | 7  | 7  | 12 | 23 | 26 | -3   |
| 10   | RC Kouba P     | 28  | 26 | 7  | 7  | 12 | 16 | 25 | -9   |
| 11   | ASM Oran P     | 28  | 26 | 6  | 10 | 10 | 20 | 36 | -16  |
| 12   | SA Mohamadia P | 27  | 26 | 6  | 9  | 11 | 22 | 33 | -11  |
| 13   | WA Boufarik    | 16  | 26 | 3  | 7  | 16 | 16 | 49 | -33  |
| 14   | IRB Hadjout P  | 12  | 26 | 1  | 9  | 16 | 14 | 44 | -30  |

Résultat
- Qualifié pour la finale du championnat
- Barrage pour la Coupe arabe
- C : Qualifié pour la Coupe des coupes 2000

Relégation
- Relégation en Division 2
- Relégation en Division 3

Abréviations
C : Vainqueur de la Coupe d'Algérie 1998-99

L : Vainqueur de la Coupe de la Ligue 1998-1999

P : Promus de Division 2

### Coupe d'Algérie

#### Rencontres
| Date          | Tour          | Adversaire                  | Stade (ville)      | Résultat | Buteurs pour l'USMB                     |
| 5 mars 1999   | 32e de finale | WA Boufarik                 | Stade Bologhine    | 1 – 0    | Halim Belaitter 51e                     |
| 22 mars 1999  | 16e de finale | CS Sidi Namane (Tizi Ouzou) | Bordj Bou Arreridj | 4 – 0    | Harkas , Belaitter , Moussouni , Garzou |
| 19 avril 1999 | 8e de finale  | USM Alger                   | Boumerdès          | 0 – 4    | -                                       |

## Effectif

### Statistiques buteurs
Ce tableau récapitule l'ensemble des statistiques des buteurs dans les différentes compétitions disputées lors de la saison.
| Place | Nom                | Championnat (D1) | Coupe d'Algérie | TOTAL des BUTS |
| 1     | Halim Belaiter     | 4                | 2               | 6 buts         |
| 2     | Billal Zouani      | 5                |                 | 5 buts         |
| 3     | Fawzi Moussouni    | 4                | 1               | 5 buts         |
| 4     | Moussa Dagno       | 3                |                 | 3 buts         |
| 5     | Youcef Lassakeur   | 3                |                 | 3 buts         |
| 6     | Hakim Zane         | 2                |                 | 2 buts         |
| 7     | Abdennour Krebazza | 2                |                 | 2 buts         |
| 8     | Réda Benamor       | 2                |                 | 2 buts         |
| 9     | Garzou             | 1                | 1               | 2 buts         |
| 9     | Bilal Harkes       | 1                | 1               | 1 buts         |
| 10    | Mohamed Khazrouni  | 1                |                 | 1 buts         |
| Total | 10 buteurs         | 27 buts          | 5 buts          | 32 BUTS        |